# Tayrac, Lot-et-Garonne
Tayrac là một xã thuộc tỉnh Lot-et-Garonne trong vùng Nouvelle-Aquitaine phía tây nam nước Pháp. Xã này nằm ở khu vực có độ cao trung bình 175 mét trên mực nước biển.
Sông Séoune tạo thành ranh giới phía nam xã Tayrac.